# Линко-Малмио, Лийса
Лийса Линко-Малмио (фин. Liisa Linko-Malmio; 28 мая 1917, Кякисалми, Великое княжество Финляндское, Российская империя — 8 декабря 2017, Хельсинки, Финляндия) — финская оперная певица (сопрано), музыкальный педагог, почётный профессор (с 1977).

## Биография
Родилась в музыкальной семье. Отец Эрнст Линко был композитором и пианистом, мать — Лахья Линко, оперная певица.
Училась вокалу в консерваториях Стокгольма и Лондона.
В 1940—1943, 1945—1951 и 1955—1960 годах выступала на сцене Финской национальной оперы. В 1943 году пела в Бременской опере, в 1951—1955 годах — в Королевском театре Дании в Копенгагене . Выступала в Западной Европе, Москве и Нью-Йорке.
С 1961 года преподавала в Академии им. Сибелиуса, в 1963 года — преподаватель вокала .
В 1957 году была награждена высшей государственной наградой Финляндии для деятелей искусств — Pro Finlandia.
С 1977 года — почётный профессор.